# Conchita Lacuey
Conchita Lacuey, née le 30 septembre 1943 à Bordeaux (Gironde), est une femme politique française.

## Biographie
Conchita Lacuey est née en France de parents espagnols exilés. Son père, ébéniste de profession, était un dirigeant du Parti socialiste ouvrier espagnol (PSOE).
Elle est élue députée le 1er juin 1997 dans la 4e circonscription de la Gironde et est réélue le 18 juin 2002, le 17 juin 2007 et le 17 juin 2012. Elle est membre du groupe socialiste à l'Assemblée nationale.
Elle prend position pour Martine Aubry lors de la primaire citoyenne de 2011.
En 2013, elle démissionne de son mandat de maire et annonce qu'elle continuera de siéger au conseil municipal de la ville. Le 18 février 2013, son ex-adjoint Jean-Jacques Puyobrau est élu maire,. Elle ne se représente pas aux législatives de 2017, laissant le champ libre au socialiste Alain David, maire de la commune voisine de Cenon.
Elle est actuellement la 5e adjointe du maire de Floirac.

### Famille
Sa fille, Nathalie Lacuey, est actuellement la 1re adjointe du maire de Floirac et est conseillère départementale du canton de Cenon,.

## Mandats

### Conseillère municipale et maire
- 1er avril 1980 - 6 mars 1983 : conseillère municipale de Floirac
- 6 mars 1983 - 11 mars 1989 : adjointe au maire de Floirac
- 12 mars 1989 - 17 juin 1995 : adjointe au maire de Floirac
- 18 juin 1995 - 18 mars 2001 : adjointe au maire de Floirac
- 18 mars 2001 - 18 février 2013 : maire de Floirac
- Depuis 18 février 2013 : adjointe au maire de Floirac

### Députée
Députée de la 4e circonscription de la Gironde :
- du 1er juin 1997 au 18 juin 2002
- du 19 juin 2002 au 19 juin 2007
- du 20 juin 2007 au 20 juin 2012
- du 20 juin 2012 au 20 juin 2017

### Candidature
Élections législatives :
- en 1997 - Victoire au 2d tour avec 63,71 %
- en 2002 - Victoire au 2d tour avec 59,29 %
- en 2007 - Victoire au 2d tour avec 59,50 %
- en 2012 - Victoire au 2d tour avec 67,23 %[10]